# Projektivní identifikace
Projektivní identifikace je pojem pocházející z pera Melanie Kleinové. Jeho význam rozšířil její žák Wilfred Bion (viz dále).
V současné době se jedná o rozšířený výkladový pojem moderní psychoanalytické teorie.
Vedle obranného mechanismu nižšího řádu se používá i pro označení druhu nevědomé komunikace, zejména mezi matkou a kojencem a mezi terapeutem, resp. analytikem a analyzandem, kdy prvního z nich považujeme za příjemce a druhého za vysílatele projikovaného obsahu.
Velmi často se projektivní identifikací, a to oboustrannou, setkáme v párovém životě a při fungování skupiny (viz skupina základních předpokladů a pracovní skupina), proto tak tento jev významně vystupuje při psychoanalytické párové a skupinové terapii.
Příbuznými pojmy jsou štěpení (splitting), odštěpení, projekce a Lacanův pojem forclusion.

## Podrobněji
Anna Freudová popsala zralé obranné mechanismy, obranné mechanismy vyššího řádu, na základě rozvíjení práce svého otce o strukturálním a topografickém modelu. Intrapsychický konflikt byl lokalizován do Ego s tím, že nevědomé obsahy Id jsou vyhodnoceny na nevědomé úrovni v Ego, které je ohodnotí podle požadavků Superego (buď nejsou vyhodnoceny jako nebezpečné a ohrožující, pak je jim cesta v zásadě otevřena, nebo probudí tzv. signální úzkost – a Ego mobilizuje obranné mechanismy proti této signální úzkosti, které zamezí nebo omezí nebo jinak modifikují přístup nevědomých obsahů (potřeb, přání, pudových derivátů z Id do vědomí a k motorice).
Pokud by obranné mechanismy Ega selhaly, je zaplaveno traumatickou úzkostí, tedy vědomým nepříjemným až znehybňujícím prožitkem ohrožení, který nemá jasnou příčinu a vědomý zdroj.
Koncept obranných mechanismů vychází z rozvinutí Freudových tezí o cenzoru a vytěsnění.
(Freud: v topografickém modelu postuloval funkci cenzora na rozmezí nevědomí a předvědomí.
Úloha cenzora: spustit prvně popsaný a význačně zralý obranný mechanismus vytěsnění v okamžiku, kdy se nevědomé obsahy jevily nevhodné, nepřípustné, zahanbující nebo ohrožující.
Dědicem funkce cenzor se stala instance Ego ve strukturálním modelu, podrobnější analýzou vytěsnění byly definovány nejrůznější obranné mechanismy Ego proti ohrožujícím impulsům z Id.
Jejich prototypem zůstalo vytěsnění, k nimž později přibyly další, zejména popření a odštěpení aj.
F. popsal později (viz strukturální model, Anna Freudová), některé další obranné mechanismy, jež používá Ego pod tlakem Superega a/nebo vnější reality proti pudovým přáním a jejich derivátům, vycházejícím z Id.
Anna F. vytvořila svůj inventář obranných mechanismů v knize Já a mechanismy obrany (1936), kde rozvinula učení svého otce.

## Pojem projektivní identifikace
Melanie Kleinová se věnovala popisu tzv. primitivních obranných mechanismů (projektivní identifikace, splitting alias štěpení, manická obrana), které se týkají mnohem více než kastrační úzkosti a úzkosti ze Superega úzkosti vývojově ranější, spojované s tzv. paranoidně schizoidní pozicí.
Právě projektivní identifikace je konceptem, který umožňuje porozumět jednak komunikaci mezi nemluvnětem a mateřským objektem, jednak dění mezi pacientem a analytikem u pacientů s těžší psychopatologií (nebo u těch, kteří se dostali v klasické analýze natolik daleko, aby se propracovali k hlubším a primitivněji organisovaným strukturám).
Jedná se o děj, kdy vysílatel (sdělovatel) má určitou intrapsychickou zkušenost, část svého Self, s níž si neví rady, a dostatečně zdatnou, obratnou a účinnou strategií (komunikační a nevědomou) vyvolá tento prožitek v příjemci (recipientovi, container) projektivní identifikace.
Ovšem cílem vývoje, jak v terapii, tak během časného vývoje, je identifikace s recipientem, jeho organizující funkcí (pokud bychom se posunuli v čase a opřeli se o Wilfreda Biona, přímého žáka M.K., o tzv. alfa funkce)- aby byla projektivní identifikace užitečná, musí dojít u recipienta ke zpracování odštěpené a promítnuté části Self projikujícího.

## Význam projektivní identifikace: vývoj a obrana
Strategie je spojena:
(1) s nadějí, že recipient (container) dokáže pro vysilatele nezpracovatelnou zkušenost přijmout, uspořádat a zpracovat – zpracovanou mu ji předat, ale také se strachem, že obsah nedokáže recipient zpracovat, a tedy se strachem z recipienta, který pak odštěpenou část intrapsychické zkušenosti, Self representuje (Freud: vytěsnění v rámci topografického a strukturálního modelu, Klein: odštěpení, štěpení a projekce) – tato naděje je spojena s vývojovým významem projektivní identifikace.
(2) s potřebou nedovolit recipientovi vzdálit se a držet ho pod kontrolou, a to proto, že projikovaná intrapsychická zkušenost – část Self je hodnocena jako důležitá, nelze o ni přijít : během terapie/vývoje je zapotřebí dojít identifikace s funkcemi containujícího/recipienta (matky/terapeuta).
Obtížně přijatelnou část Já (Self) je tedy nutno z obranných důvodů odštěpit – ale je natolik cenná, že o ni nelze přijít. Potřeba kontrolovat recipienta je spojena především s obrannou funkcí projektivní identifikace.
Důležité vysvětlení pojmu poskytují v textu o transgeneračním přenosu traumatu Dr. Helena Klímová a Věra Roubalová v původní práci, publikované na stránkách Rafael institutu.
Transgenerační přenos traumatu (včetně projektivní identifikace mezi generacemi, parentifikace atd.) viz mj. knihu Helen Epstein, české rodačky z Roudnice nad Labem: Děti holocaustu.
Další příbuzné pojmy: protipřenos, konkordantní a diskordantní přenos, internalizace, externalizace, projekce, identifikace, introjekce,Paula Heimann, Heinrich Racker